# Höchst (Áustria)
Höchst é um município da Áustria, situado no distrito de Bregenz, no estado de Vorarlberg. Tem 20,97 km² de área e sua população em 2019 foi estimada em 8.108 habitantes.